# Prats-de-Carlux
Pour les articles homonymes, voir Prats.
Prats-de-Carlux est une commune française située dans le département de la Dordogne, en région Nouvelle-Aquitaine.

## Géographie

### Généralités
Dans le quart sud-est du département de la Dordogne, en Périgord noir, la commune de Prats-de-Carlux est entièrement située en rive droite de la Dordogne. C'est une commune rurale qui fait partie de l'aire d'attraction de Sarlat-la-Canéda, zonage d’étude défini par l'Insee, qui a remplacé en 2020 l'aire urbaine de Sarlat-la-Canéda dont elle faisait partie. Elle est bordée à l'ouest par l'Énéa.
À 400 mètres au nord de la route départementale (RD) 47b, le petit bourg de Prats-de-Carlux se situe en distances orthodromiques, huit kilomètres à l'est-nord-est du centre-ville de Sarlat-la-Canéda et treize kilomètres à l'ouest de celui de Souillac.
La commune est également desservie par la RD 47.
Entre Saint-Vincent-le-Paluel à l'ouest et Calviac-en-Périgord et Carlux à l'est, le sentier de grande randonnée GR 6 traverse le sud de la commune sur trois kilomètres et demi.

### Communes limitrophes
Prats-de-Carlux est limitrophe de cinq autres communes. Son territoire est éloigné au nord d'environ 110 mètres de celui de Salignac-Eyvigues et au sud-ouest d'environ 500 mètres de celui de Carsac-Aillac.
| Sainte-Nathalène        |                     | Simeyrols |
| Saint-Vincent-le-Paluel | Prats-de-Carlux     | Carlux    |
|                         | Calviac-en-Périgord |           |

### Géologie et relief

#### Géologie
Situé sur la plaque nord du Bassin aquitain et bordé à son extrémité nord-est par une frange du Massif central, le département de la Dordogne présente une grande diversité géologique. Les terrains sont disposés en profondeur en strates régulières, témoins d'une sédimentation sur cette ancienne plate-forme marine. Le département peut ainsi être découpé sur le plan géologique en quatre gradins différenciés selon leur âge géologique. Prats-de-Carlux est située dans le troisième gradin à partir du nord-est, un plateau formé de calcaires hétérogènes du Crétacé.
Les couches affleurantes sur le territoire communal sont constituées de formations superficielles du Quaternaire datant du Cénozoïque et de roches sédimentaires du Mésozoïque. La formation la plus ancienne, notée j6-7, date du Kimméridgien terminal au Tithonien, composée de calcaires micritiques en petits bancs alternant avec des bancs marneux à lumachelles. La formation la plus récente, notée CF, fait partie des formations superficielles de type colluvions indifférenciées sablo-argileuses et argilo-sableuses. Le descriptif de ces couches est détaillé dans  la feuille « no 808 - Sarlat-la-Canéda » de la carte géologique au 1/50 000 de la France métropolitaine, et sa notice associée.

Carte géologique de Prats-de-Carlux.

#### Relief et paysages
Le département de la Dordogne se présente comme un vaste plateau incliné du nord-est (491 m, à la forêt de Vieillecour dans le Nontronnais, à Saint-Pierre-de-Frugie) au sud-ouest (2 m à Lamothe-Montravel). L'altitude du territoire communal varie quant à elle entre 97 mètres en limite ouest-sud-ouest, au sud-est du lieu-dit la Brame, là où un minuscule cours d'eau quitte la commune et entre sur celle de Saint-Vincent-le-Paluel pour rejoindre l'Énéa tout proche, et 248 ou 261 mètres à l'est, au Pech Clauzel,.
Dans le cadre de la Convention européenne du paysage entrée en vigueur en France le 1er juillet 2006, renforcée par la loi du 8 août 2016 pour la reconquête de la biodiversité, de la nature et des paysages, un atlas des paysages de la Dordogne a été élaboré sous maîtrise d’ouvrage de l’État et publié en octobre 2020. Les paysages du département s'organisent en huit unités paysagères,. La commune fait partie du Périgord noir, un paysage vallonné et forestier, qui ne s’ouvre que ponctuellement autour de vallées-couloirs et d’une multitude de clairières de toutes tailles. Il s'étend du nord de la Vézère au sud de la Dordogne (en amont de Lalinde) et est riche d’un patrimoine exceptionnel.
La superficie cadastrale de la commune publiée par l'Insee, qui sert de référence dans toutes les statistiques, est de 13,00 km2,,. La superficie géographique, issue de la BD Topo, composante du Référentiel à grande échelle produit par l'IGN, est quant à elle de 12,95 km2.

### Hydrographie

#### Réseau hydrographique

Réseaux hydrographique et routier de Prats-de-Carlux.

La commune est située dans le bassin de la Dordogne au sein du Bassin Adour-Garonne. Elle est drainée par l'Énéa, le ruisseau de Merdansou et le ruisseau de Vedel, qui constituent un réseau hydrographique de sept kilomètres de longueur totale,.
L'Énéa, d'une longueur totale de 16,01 km, prend sa source dans la commune de Proissans et se jette  dans la Dordogne en rive droite à Carsac-Aillac, face à la commune de Domme,. Il sert de limite à l'ouest sur deux kilomètres en séparant Prats-de-Carlux de Sainte-Nathalène et Saint-Vincent-le-Paluel.
Son affluent de rive gauche le ruisseau de Merdansou borde le territoire communal au nord-ouest sur deux kilomètres, face à Sainte-Nathalène.
Le ruisseau de Vedel, autre affluent de rive gauche de l'Énéa, prend sa source sur la commune qu'il arrose sur plus d'un kilomètre et demi.

#### Gestion et qualité des eaux
Le territoire communal est couvert par le schéma d'aménagement et de gestion des eaux (SAGE) « Dordogne amont ». Ce document de planification, dont le territoire s'étend des sources de la Dordogne jusqu'à la confluence de la Vézère à Limeuil, d'une superficie de 9 700 km2 est en cours d'élaboration. La structure porteuse de l'élaboration et de la mise en œuvre est l'établissement public territorial de bassin de la Dordogne (EPIDOR). Il définit sur son territoire les objectifs généraux d’utilisation, de mise en valeur et de protection quantitative et qualitative des ressources en eau superficielle et souterraine, en respect des objectifs de qualité définis dans le troisième SDAGE  du Bassin Adour-Garonne qui couvre la période 2022-2027, approuvé le 10 mars 2022.
La qualité des eaux de baignade et des cours d’eau peut être consultée sur un site dédié géré par les agences de l’eau et l’Agence française pour la biodiversité.

### Climat
Pour des articles plus généraux, voir Climat de la Nouvelle-Aquitaine et Climat de la Dordogne.
Historiquement, la commune est exposée à un climat océanique aquitain.  
En 2020, Météo-France publie une typologie des climats de la France métropolitaine dans laquelle la commune est exposée à un climat océanique altéré et est dans la région climatique  Ouest et nord-ouest du Massif Central, caractérisée par une pluviométrie annuelle de 900 à 1 500 mm, maximale en automne et en hiver.
Pour la période 1971-2000, la température annuelle moyenne est de 12,6 °C, avec  une amplitude thermique annuelle de 15,5 °C. Le cumul annuel moyen de précipitations est de 931 mm, avec 11,9 jours de précipitations en janvier et 6,9 jours en juillet. Pour la période 1991-2020, la température moyenne annuelle observée sur la station météorologique la plus proche, située sur la commune de Salignac-Eyvigues à 8 km à vol d'oiseau, est de 13,0 °C et le cumul annuel moyen de précipitations est de 907,1 mm,. Pour l'avenir, les paramètres climatiques de la commune estimés pour 2050 selon différents scénarios d’émission de gaz à effet de serre sont consultables sur un site dédié publié par Météo-France en novembre 2022.

### Milieux naturels et biodiversité

#### Espaces protégés
La protection réglementaire est le mode d’intervention le plus fort pour préserver des espaces naturels remarquables et leur biodiversité associée,.
La commune fait partie du bassin de la Dordogne, un territoire d'une superficie de 24 000 km2 reconnu réserve de biosphère par l'UNESCO en juillet 2012 et se situe dans sa « zone de transition ».

#### Réseau Natura 2000
Le réseau Natura 2000 est un réseau écologique européen de sites naturels d'intérêt écologique élaboré à partir des directives habitats et oiseaux, constitué de zones spéciales de conservation (ZSC) et de zones de protection spéciale (ZPS).
Le site Natura 2000 Coteaux calcaires de la vallée de la Dordogne a été défini sur la commune,. Cependant, comme le montre la carte du site, la commune tangente seulement cette zone au sud-est, en limite de Calviac-en-Périgord, au sud du Pech des Genévriers.

#### Zones naturelles d'intérêt écologique, faunistique et floristique
L'inventaire des zones naturelles d'intérêt écologique, faunistique et floristique (ZNIEFF) a pour objectif de réaliser une couverture des zones les plus intéressantes sur le plan écologique, essentiellement dans la perspective d’améliorer la connaissance du patrimoine naturel national et de fournir aux différents décideurs un outil d’aide à la prise en compte de l’environnement dans l’aménagement du territoire.
En 2022, une ZNIEFF est recensée sur la commune d’après l'INPN.
Cette ZNIEFF de type 2 intitulée « Coteaux à chênes verts du Sarladais : I-Rive droite de la Dordogne » ; elle correspond aux coteaux boisés en rive droite de la Dordogne et de plusieurs de ses affluents (d'amont vers l'aval, le ruisseau du Ponteil, l'Énéa, la Cuze, le ruisseau de Pontou, le ruisseau du Brudou et le Beringot), sur treize communes, depuis Carlux à l'est jusqu'à Castels et Bézenac à l'ouest, et notamment deux sites séparés représentant plus de 20 % du territoire communal de Prats-de-Carlux, au sud-ouest (vers les Gautheries) et au sud-est (à l'est de l'Homond, les Veyssières et la Plaine). L'intérêt majeur de cette ZNIEFF réside dans la présence de cinq espèces déterminantes d'oiseaux : l'Accenteur alpin (Prunella collaris), le Faucon pèlerin (Falco peregrinus), le Hibou grand-duc (Bubo bubo), le Martinet à ventre blanc (Tachymarptis melba) et le Tichodrome échelette (Tichodroma muraria), auxquelles s’ajoute une sixième, le Milan noir (Milvus migrans), également protégé au titre de la Directive oiseaux et une espèce de plantes, le Fragon petit-houx (Ruscus aculeatus), protégée au titre de la Directive habitats de l'Union européenne.

## Urbanisme

### Typologie
Au 1er janvier 2024, Prats-de-Carlux est catégorisée commune rurale à habitat dispersé, selon la nouvelle grille communale de densité à 7 niveaux définie par l'Insee en 2022.
Elle est située hors unité urbaine. Par ailleurs la commune fait partie de l'aire d'attraction de Sarlat-la-Canéda, dont elle est une commune de la couronne,. Cette aire, qui regroupe 45 communes, est catégorisée dans les aires de moins de 50 000 habitants,.

### Occupation des sols
L'occupation des sols de la commune, telle qu'elle ressort de la base de données européenne d’occupation biophysique des sols Corine Land Cover (CLC), est marquée par l'importance des territoires agricoles (58,8 % en 2018), une proportion identique à celle de 1990 (58,8 %). La répartition détaillée en 2018 est la suivante : 
zones agricoles hétérogènes (57,1 %), forêts (41,1 %), prairies (1,7 %), milieux à végétation arbustive et/ou herbacée (0,2 %). L'évolution de l’occupation des sols de la commune et de ses infrastructures peut être observée sur les différentes représentations cartographiques du territoire : la carte de Cassini (XVIIIe siècle), la carte d'état-major (1820-1866) et les cartes ou photos aériennes de l'IGN pour la période actuelle (1950 à aujourd'hui).

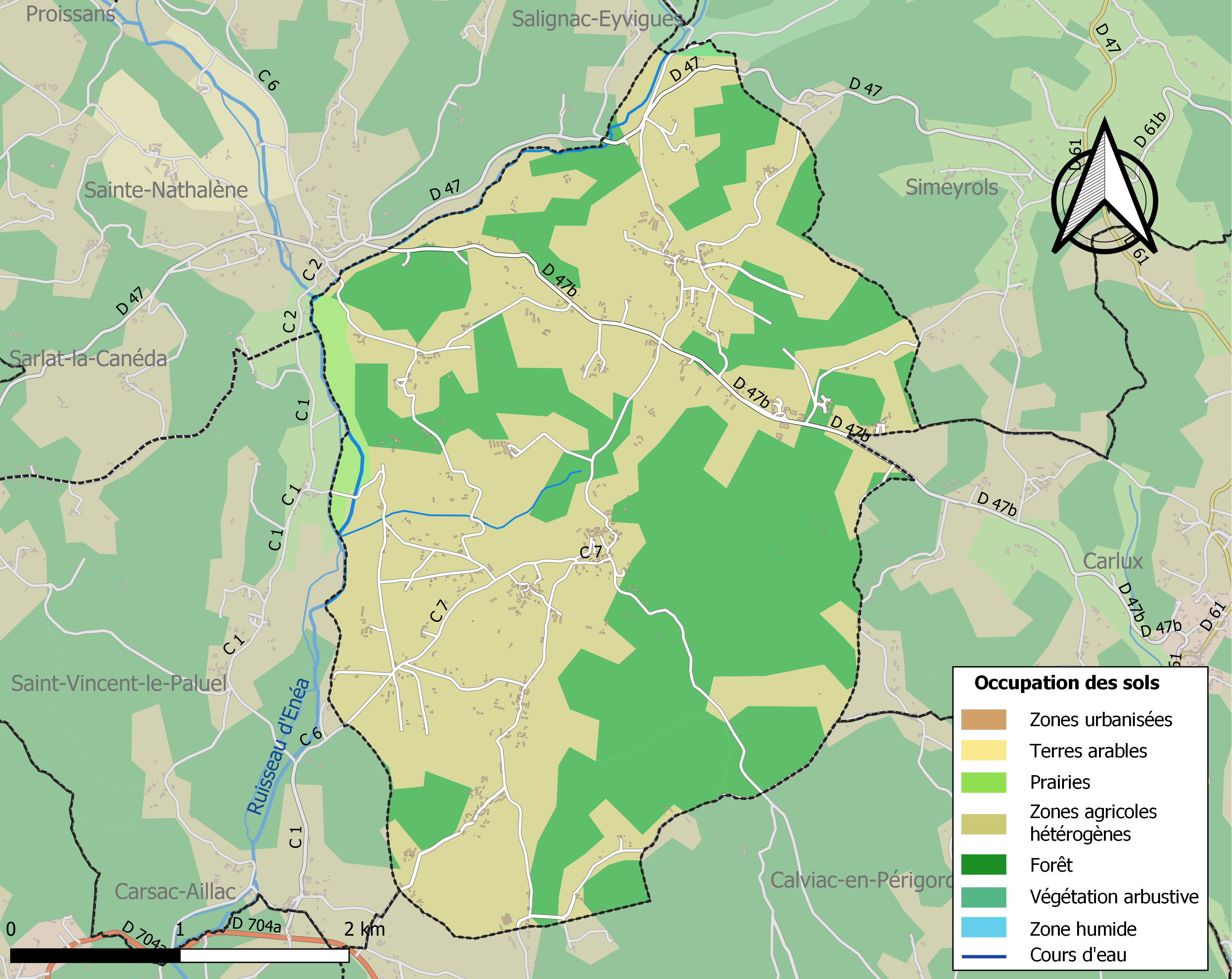
Carte des infrastructures et de l'occupation des sols de la commune en 2018 (CLC).

### Villages, hameaux et lieux-dits
Outre le bourg de Prats-de-Carlux proprement dit, le territoire se compose d'autres villages ou hameaux, ainsi que de lieux-dits :
- le Bigayre
- Bois de Lavergne
- le Bospignol
- Bourre
- la Brame
- la Brousse
- les Bruyères
- le Cambou
- le Champ
- le Champ du Moine
- Chanat
- le Colombier
- Croix de la Pierre
- Garrigue Basse
- Garrigue Haute
- les Gauilles
- les Gautheries
- l'Homond
- Lac de Barbe
- Lacombe
- la Lande
- Lavergne
- Laygue
- Lespînasse
- Maurimont
- la Montade
- le Moulinot
- Pébrel
- Pech Clauzel
- Pech des Genèvriers
- Pech Lacrave
- Pech Lauzière
- le Peyrat
- Peyretaillade
- la Plaine
- Plancassagne
- Rebinguet
- Roc d'Aussel
- la Rouvinie
- le Sirey
- la Tache
- les Veyssières
- Vialard.

### Prévention des risques
Le territoire de la commune de Prats-de-Carlux est vulnérable à différents aléas naturels : météorologiques (tempête, orage, neige, grand froid, canicule ou sécheresse), feux de forêts et séisme (sismicité très faible). Un site publié par le BRGM permet d'évaluer simplement et rapidement les risques d'un bien localisé soit par son adresse soit par le numéro de sa parcelle.
Prats-de-Carlux est exposée au risque de feu de forêt. L’arrêté préfectoral du 14 mars 2013 fixe les conditions de pratique des incinérations et de brûlage dans un objectif de réduire le risque de départs d’incendie. À ce titre, des périodes sont déterminées : interdiction totale du 15 février au 15 mai et du 15 juin au 15 octobre, utilisation réglementée du 16 mai au 14 juin et du 16 octobre au 14 février. En septembre 2020, un plan inter-départemental de protection des forêts contre les incendies (PidPFCI) a été adopté pour la période 2019-2029,.
La commune a été reconnue en état de catastrophe naturelle au titre des dommages causés par les inondations et coulées de boue survenues en 1982, 1983 et 1999, par la sécheresse en 1989, 2005 et 2011 et par des mouvements de terrain en 1999.

## Toponymie
Le lieu est relevé sous la forme Prati en 1479 dans les archives de Paluel puis Pratz en 1642 sur la carte du diocèse de Cahors, Pratx en 1651, Prats de Carlus dès 1701 dans l'état des impositions du Sarladais puis sur la carte de Belleyme vers 1780, et enfin sous sa forme actuelle en 1797 dans l'annuaire de l'an VI. Le nom dérive du latin pratum puis de l'occitan prat signifiant « pré », mis au pluriel (Prats). La seconde partie du nom se réfère à la châtellenie de Carlux dont la paroisse dépendait sous l'Ancien Régime,. Le nom signifie donc « les prés de Carlux ».
En occitan, la commune porte le nom de Prats de Carluç,.

## Histoire
Le territoire communal a fait l'objet d'occupation humaine au Paléolithique, comme le prouve le site archéologique du Pech de Bourre.
Sous l'Ancien Régime, « Prats de Carlus ». était une paroisse de la châtellenie de Carlux, dépendant donc de la sénéchaussée de Sarlat et du diocèse de Cahors ; la commune de Prats-de-Carlux a été créée dans les premières années de la Révolution.

## Politique et administration

### Rattachements administratifs et électoraux
Dès 1790, la commune de Prats-de-Carlux est rattachée canton de Carlux qui dépend du district de Sarlat jusqu'en 1795, date de suppression des districts. En 1801, le canton dépend de l'arrondissement de Sarlat (devenu l'arrondissement de Sarlat-la-Canéda en 1965).
Dans le cadre de la réforme de 2014 définie par le décret du 21 février 2014, ce canton disparaît aux élections départementales de mars 2015. La commune est alors rattachée au canton de Terrasson-Lavilledieu pour l'élection des conseillers départementaux. Pour celle des députés, la commune dépend de la quatrième circonscription de la Dordogne.

### Intercommunalité
Fin 2000, Prats-de-Carlux intègre dès sa création la communauté de communes du Carluxais. En novembre 2003, celle-ci prend l'appellation de communauté de communes du Carluxais Terre de Fénelon qui est dissoute au 31 décembre 2013 et remplacée au 1er janvier 2014 par la communauté de communes du Pays de Fénelon.

### Administration municipale
La population de la commune étant comprise entre 500 et 1 499 habitants au recensement de 2017, quinze conseillers municipaux ont été élus en 2020,.

### Liste des maires

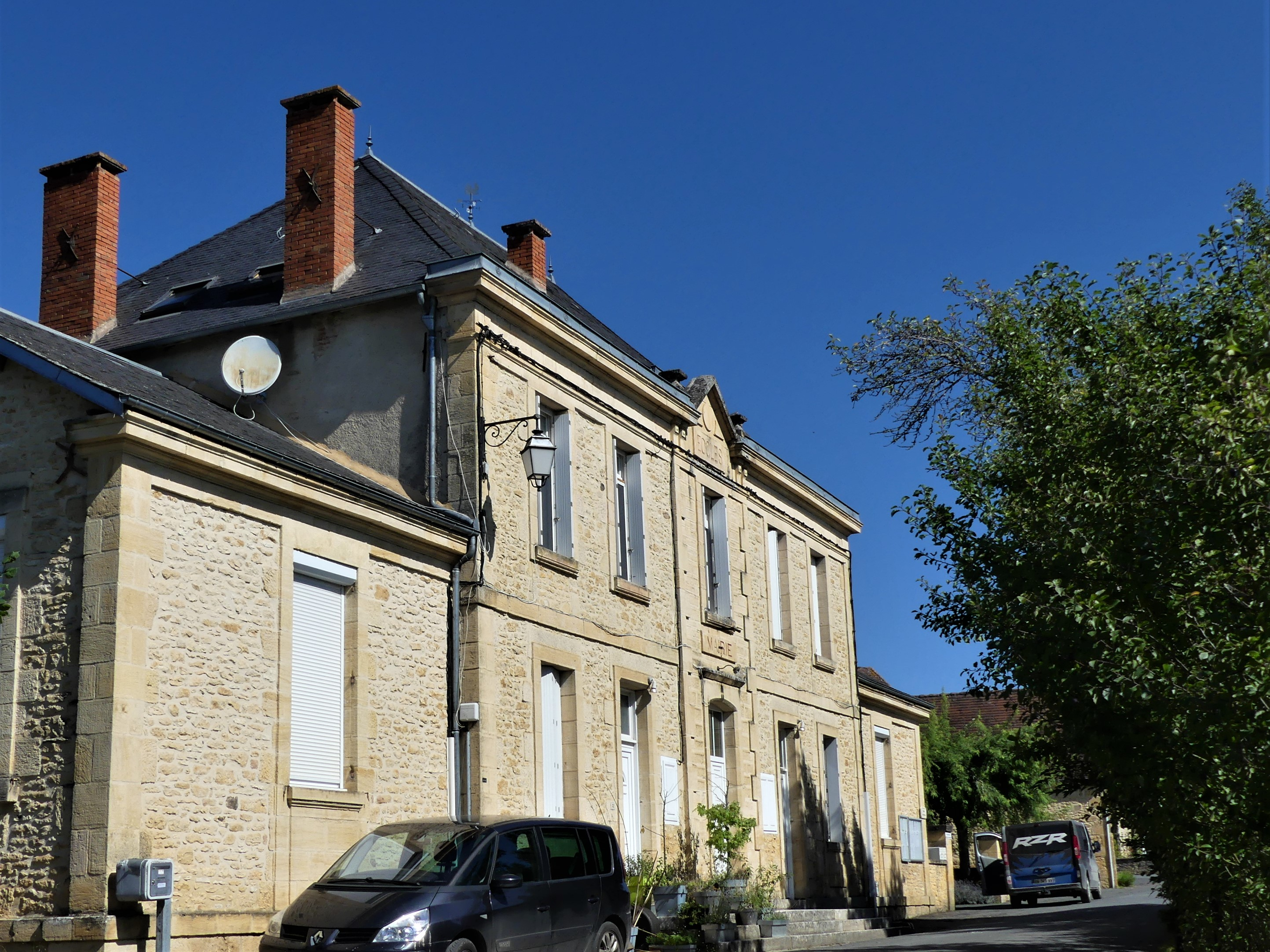
L'ancienne mairie.

| Période                                  | Période   | Identité                 | Étiquette | Qualité               |
| ---------------------------------------- | --------- | ------------------------ | --------- | --------------------- |
| Les données manquantes sont à compléter. |           |                          |           |                       |
|                                          |           |                          |           |                       |
|                                          |           | Joseph Louis Vergne      |           |                       |
|                                          |           |                          |           |                       |
| 1983                                     | mars 2008 | André Doursat            |           |                       |
| mars 2008                                | mars 2014 | Josiane Dupin-Clavaguera | PS        | Attachée de direction |
| mars 2014                                | mai 2020  | Pascal Mathieu           |           |                       |
| mai 2020                                 | En cours  | Jean-Michel Barreau      |           |                       |

## Équipements et services publics

### Enseignement
En 2022, la commune est dotée d'une école primaire publique.

### Justice et sécurité

#### Justice
Dans le domaine judiciaire, Prats-de-Carlux relève : 
- du tribunal de proximité de Sarlat-la-Canéda ;
- du tribunal judiciaire, du tribunal pour enfants, du conseil de prud'hommes et du tribunal de commerce de Bergerac ;
- du tribunal judiciaire de Périgueux (compétent uniquement dans le domaine de la nationalité) ;
- de la cour d'appel et de la cour administrative d'appel de Bordeaux.

## Population et société

### Démographie

#### Évolution démographique
Les habitants de Prats-de-Carlux se nomment les Pradins.
L'évolution du nombre d'habitants est connue à travers les recensements de la population effectués dans la commune depuis 1793. Pour les communes de moins de 10 000 habitants, une enquête de recensement portant sur toute la population est réalisée tous les cinq ans, les populations de référence des années intermédiaires étant quant à elles estimées par interpolation ou extrapolation. Pour la commune, le premier recensement exhaustif entrant dans le cadre du nouveau dispositif a été réalisé en 2004.

En 2022, la commune comptait 487 habitants, en évolution de −12,41 % par rapport à 2016 (Dordogne : +0,37 %, France hors Mayotte : +2,11 %).
| 1793 | 1800 | 1806 | 1821 | 1831 | 1836 | 1841 | 1846 | 1851 |
| ---- | ---- | ---- | ---- | ---- | ---- | ---- | ---- | ---- |
| 670  | 520  | 460  | 640  | 688  | 642  | 704  | 705  | 729  |

| 1856 | 1861 | 1866 | 1872 | 1876 | 1881 | 1886 | 1891 | 1896 |
| ---- | ---- | ---- | ---- | ---- | ---- | ---- | ---- | ---- |
| 717  | 676  | 702  | 655  | 678  | 665  | 661  | 645  | 618  |

| 1901 | 1906 | 1911 | 1921 | 1926 | 1931 | 1936 | 1946 | 1954 |
| ---- | ---- | ---- | ---- | ---- | ---- | ---- | ---- | ---- |
| 598  | 582  | 525  | 474  | 469  | 487  | 445  | 419  | 368  |

| 1962 | 1968 | 1975 | 1982 | 1990 | 1999 | 2004 | 2006 | 2009 |
| ---- | ---- | ---- | ---- | ---- | ---- | ---- | ---- | ---- |
| 356  | 354  | 323  | 437  | 420  | 420  | 470  | 505  | 508  |

| 2014 | 2019 | 2022 | - | - | - | - | - | - |
| ---- | ---- | ---- | - | - | - | - | - | - |
| 546  | 529  | 487  | - | - | - | - | - | - |

#### Pyramide des âges
La population de la commune est relativement âgée.
En 2018, le taux de personnes d'un âge inférieur à 30 ans s'élève à 23,3 %, soit en dessous de la moyenne départementale (27,1 %). À l'inverse, le taux de personnes d'âge supérieur à 60 ans est de 32,5 % la même année, alors qu'il est de 36,5 % au niveau départemental.
En 2018, la commune comptait 267 hommes pour 271 femmes, soit un taux de 50,37 % de femmes, légèrement inférieur au taux départemental (51,82 %).
Les pyramides des âges de la commune et du département s'établissent comme suit.
| Hommes | Classe d’âge | Femmes |
| ------ | ------------ | ------ |
| 1,1    | 90 ou +      | 0,8    |
| 9,9    | 75-89 ans    | 9,0    |
| 21,4   | 60-74 ans    | 22,8   |
| 27,8   | 45-59 ans    | 27,7   |
| 15,6   | 30-44 ans    | 17,2   |
| 10,3   | 15-29 ans    | 10,5   |
| 13,8   | 0-14 ans     | 12,0   |

| Hommes | Classe d’âge | Femmes |
| ------ | ------------ | ------ |
| 1,2    | 90 ou +      | 2,9    |
| 10,6   | 75-89 ans    | 13,4   |
| 23,6   | 60-74 ans    | 23,7   |
| 20,9   | 45-59 ans    | 20,7   |
| 15,5   | 30-44 ans    | 14,8   |
| 13,5   | 15-29 ans    | 11,6   |
| 14,8   | 0-14 ans     | 12,9   |

## Économie

### Emploi
En 2019, parmi la population communale comprise entre 15 et 64 ans, les actifs représentent 234 personnes, soit 44,2 % de la population municipale. Le nombre de chômeurs (trente-deux) a fortement augmenté par rapport à 2013 (vingt-deux) et le taux de chômage de cette population active s'établit à 13,7 %.

### Établissements
Au 31 décembre 2015, la commune compte 41 établissements, dont dix-sept au niveau des commerces, transports ou services, dix dans l'agriculture, la sylviculture ou la pêche, huit dans la construction, cinq relatifs au secteur administratif, à l'enseignement, à la santé ou à l'action sociale, et un dans l'industrie.

## Culture locale et patrimoine

### Lieux et monuments
- Le château de Sirey des XVe et XVIe siècles est inscrit partiellement au titre des monuments historiques depuis 1948 pour ses façades et toitures[66]. En 1993, il est éventré à la suite de l'explosion due à une fuite de gaz ; il est racheté en 2009 par Étienne Cluzel, un passionné des vieilles pierres, qui l'a restauré en compagnie de proches[67].
- L'église Saint-Sylvestre (ou Saint-Silvestre[68].) de Prats-de-Carlux est mentionnée au XVIIe siècle dans un pouillé du diocèse de Cahors sous la forme S. Sivestris de Pratis[46] ; elle recèle une cloche datant de 1520, inscrite au titre des monuments historiques depuis 2017[69], un maître-autel du XVIIe siècle en bois, inscrit en 1973[70] et un tableau du XVIIe siècle représentant la Crucifixion inscrit en 1998[71], ces deux derniers objets étant réinscrits en 2017.

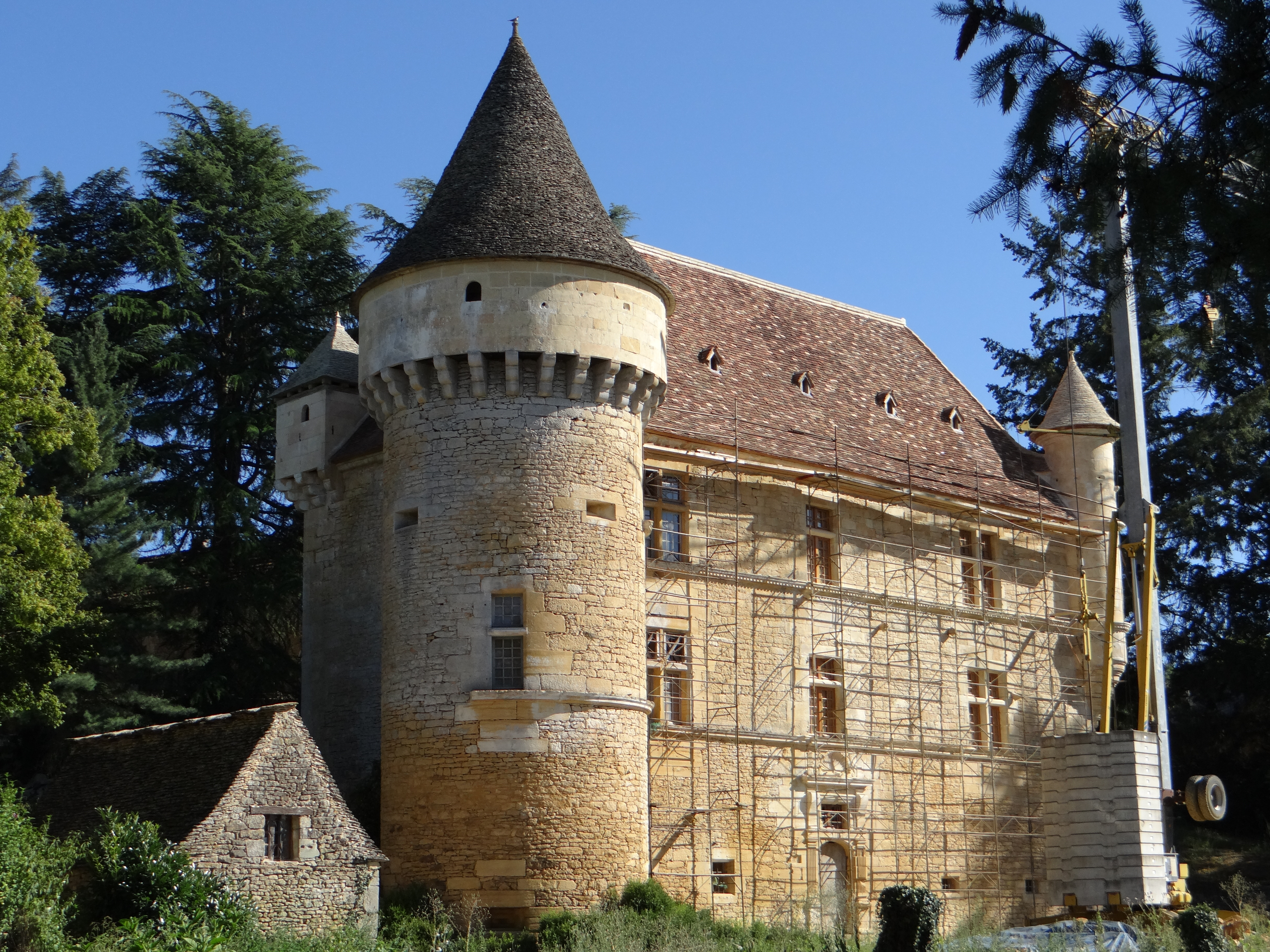
Le château de Sirey.
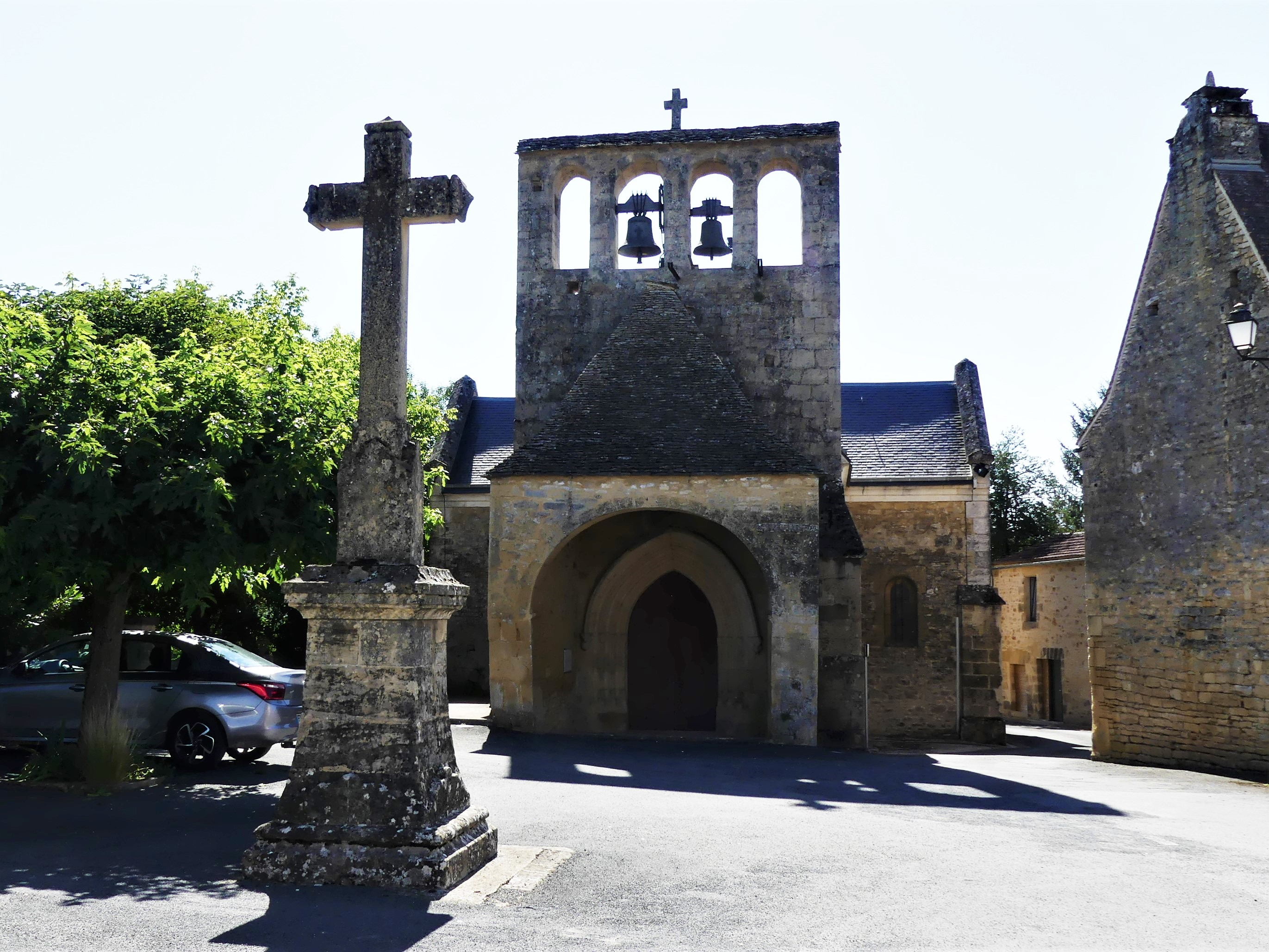
L'église Saint-Sylvestre.
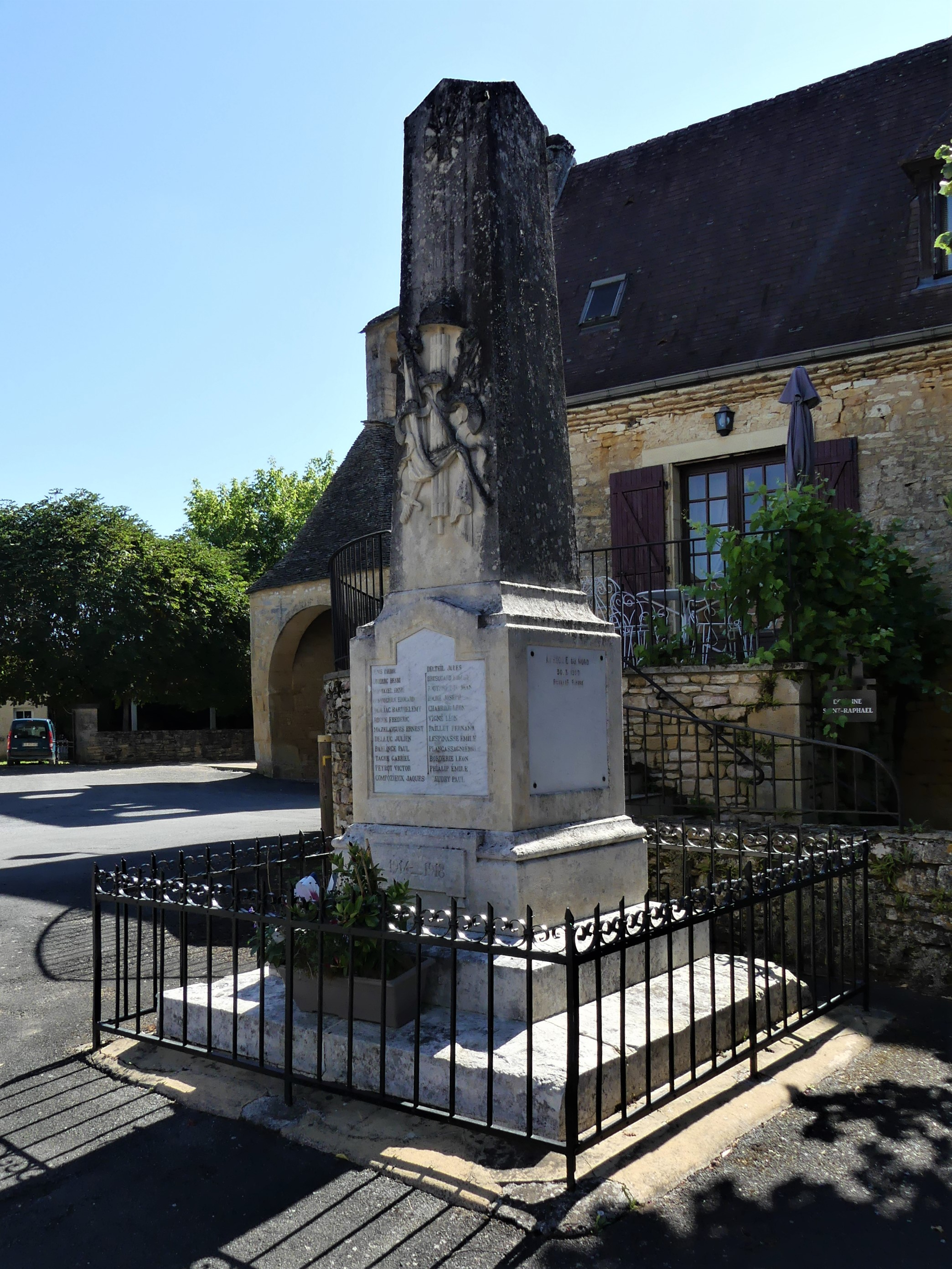
Le monument aux morts.
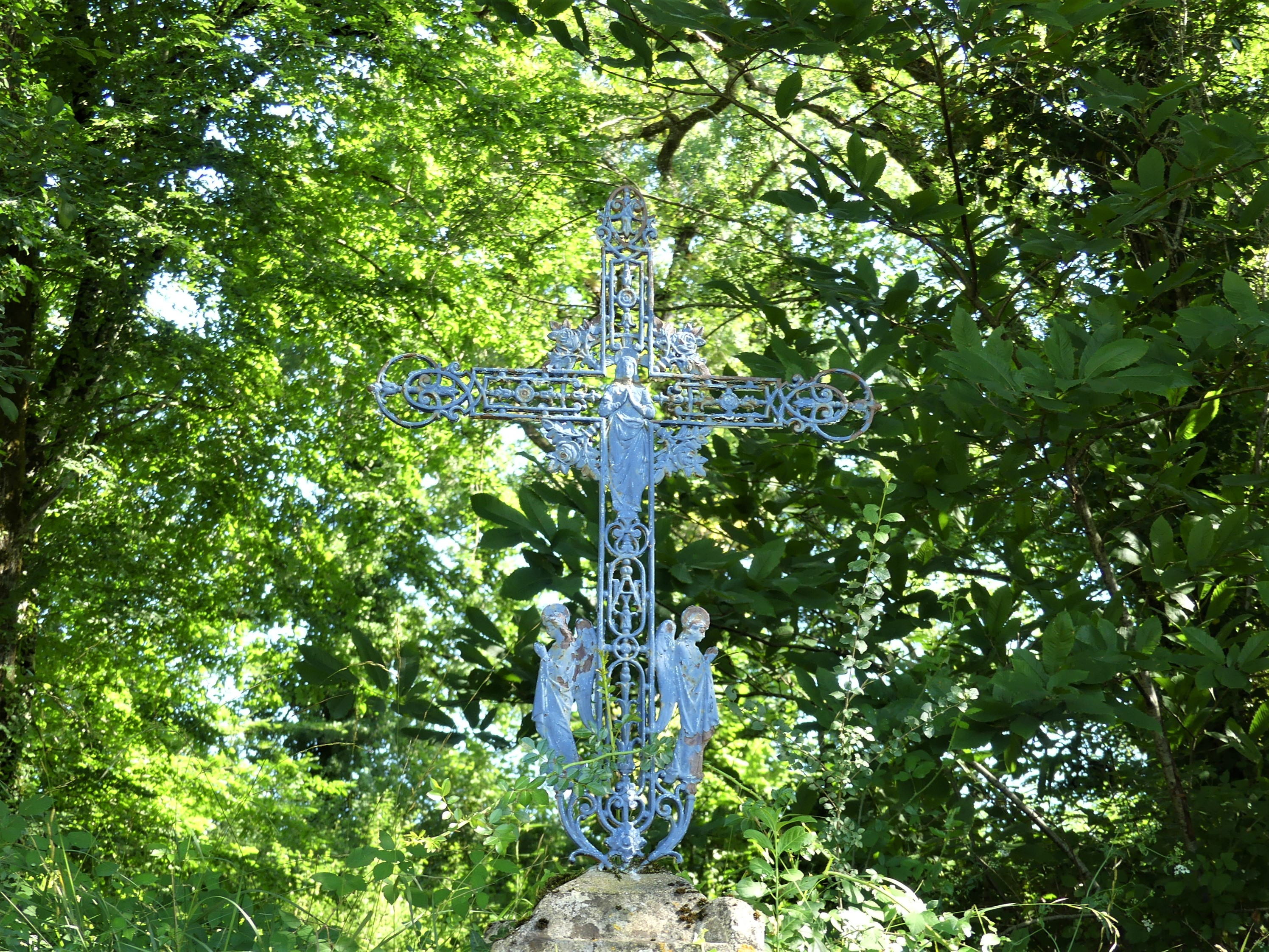
Croix à l'angle du chemin des Tailleurs.
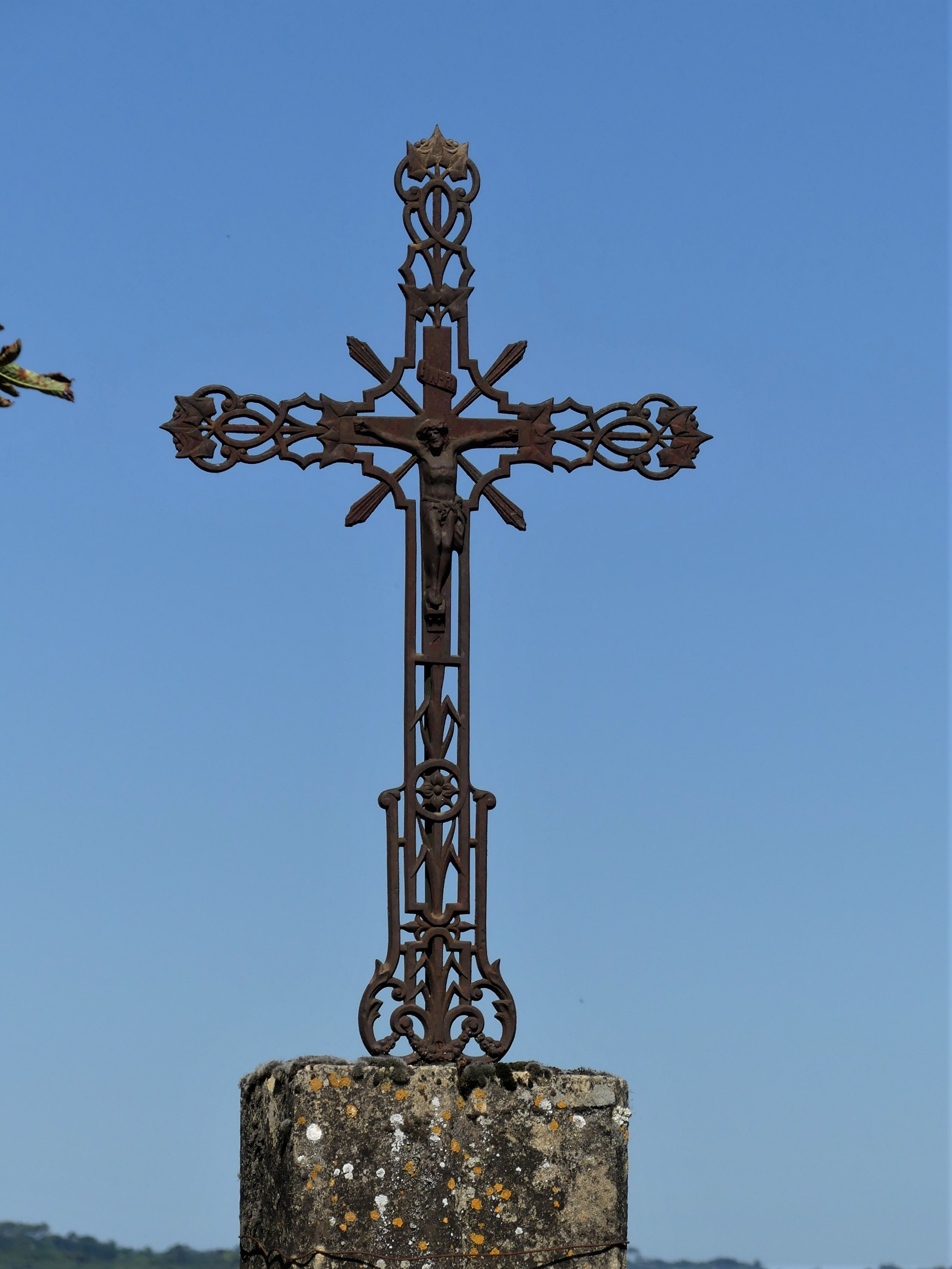
Croix située rue des Épiciers.

### Héraldique
| Blason de Prats-de-Carlux | Blason  | Parti de gueules et d'or, à deux lions affrontés de l'un en l'autre, tenant une charte de parchemin au naturel, partie, chargée, à dextre, d'un lion de gueules, armé, lampassé et couronné d'or et, à senestre, de cinq filets en fasce de sable, soutenus d'une masse d'armes d'or passée en sautoir avec une épée du même, le tout brochant sur le parti. |
| Blason de Prats-de-Carlux | Détails | Reprend un décor mural présent derrière le retable de l'église. Le statut officiel du blason reste à déterminer. |

## Pour approfondir